# Salomè (film 1972)
Salomè è un film drammatico del 1972 diretto da Carmelo Bene, qui al suo quarto film, nonché trasposizione cinematografica dell'omonima opera teatrale dello stesso Carmelo Bene.
Durante una pausa delle riprese a Carmelo Bene fu rubato un anello prezioso. Lui fece finta di non accorgersene e, dopo aver fatto avvertire di nascosto la polizia, chiese che si girasse la scena prevista dal copione. La pattuglia accorsa sul set scoprì presto il colpevole e lo arrestò.

## Trama
Erode gozzoviglia con i suoi commensali nella grande sala buia del suo palazzo, mentre a sua insaputa si verifica un'orrenda metamorfosi. Gesù Cristo, durante l'Ultima Cena, si tramuta in vampiro, dopo aver rivelato agli apostoli il nome di colui che lo tradirà. Questi improvvisamente impazziscono e incominciano a dilaniare a mani nude un gregge di agnelli, mentre Giuda se la spassa coi trenta denari. Gesù intanto inizia una lunga peregrinazione, che lo rende più simile a un mostro che al figlio di Dio.
Tornando al palazzo, Erode è riuscito a far catturare Iokanhaan (Giovanni Battista), colui che profetava contro i ricchi a favore di Cristo. Costui appare come un uomo attempato, spaurito e percosso dagli schiaffi dei lussuriosi commensali. Tutti provano ribrezzo per lui e lo vorrebbero immediatamente morto. L'intervento di Salomè, la figlia di Erodiade, salva il profeta. Salomè simboleggia tutta la sua persona piena di vizi: è scura, pelata, raggrinzita e parla balbettando. Tuttavia le sue perversioni sessuali sono ben evidenti.
Ella è rimasta stupita dal modo di parlare coraggioso e anticonformista di Giovanni e vorrebbe vederlo ancora, sebbene venga richiamata numerose volte dal consigliere del padre. Da un enorme canestro in una pozza d'acqua compare di nuovo il Battista che, vedendo Salomè, incomincia a ingiuriarla senza sosta in dialetto pugliese. Salomè invece di arrabbiarsi, prova piacere e infatuazione per lui, che dopo un ultimo alterco di rabbia viene rinchiuso. L'elemento pregnante e ripetitivo nel film è la figura di un energumeno che ridendo taglia con la sciabola un'anguria in due: segno previdente della decapitazione del Battista che tuttavia non viene mai mostrata.
Il film si conclude con la scena della danza dei sette veli e la richiesta della testa del profeta da parte di Salomè a Erode.

## Produzione
Il film fu girato a Cinecittà e costò circa 150 milioni di lire.
Per la stesura della trama del film, Carmelo Bene apportò notevoli modifiche. Infatti il film è ambientato nel palazzo di Erode Antipa, anche se sulla scena per i costumi dei personaggi e per oggetti di scena prevale un forte senso di anacronismo.
Riprendendo la Salomè di Oscar Wilde, il genio trasgressivo del regista ha ispirato un'interpretazione decisamente insolita e personale. Carmelo Bene spiega la sua Salomè come...
 ... l'impossibilità del martirio in un mondo presente, non più barbaro, ma esclusivamente stupido.

## Accoglienza
Il film fu accolto con gaudio dai fautori di Carmelo Bene (Giulio Turcato, Arbasino, De Chirico, Moravia, Flaiano), ma a Venezia suscitò il pandemonio, con violenze gratuite, sputi e insulti, da parte del pubblico scandalizzato e inferocito, con conseguente spiegamento delle forze dell'ordine, non escluso l'esercito.
Anche questo film, come i precedenti e il successivo Un Amleto di meno, fu un vero fiasco a livello economico. Lo stesso Bene nella sua autobiografia ricorda:
(Carmelo Bene, Sono apparso alla Madonna)